# Кинески трорежњевити јавор
Кинески трорежњевити јавор или бургеров јавор (Acer buergerianum) први је описао холандски ботаничар Микел (Friedrich Anton Wilhelm Miquel, 1811-1871) 1865. године и дао му назив по немачком физичару, биологу и ботаничару Бургеру (Heinrich Bürger, 1806-1858). На кинеском 三角枫 (сан ђиао фенг) значи трорежњевити јавор; јапанскиトウカエデ (тоукаеде) у слободном преводу прстасти јавор.

## Опис врсте
Мало до средње високо листопадно дрво високо 5-20 m, са округлом круном ширине 6-8 m и пречником стабла до 50 cm; доста спорог раста. Кора старијих стабала груба, љушти се. Гранчице танке, зимски пупољци смеђи, елипсасти, мали, покривени са 7 парова зашиљених љуспи са трепавичастим длачицама дуж ивица.

Листови троугласто јајасти или троугласто округли, плиће или дубље трорежњевити (ређе цели), наспрамни, (3-)6-10 × (3-)4-6 cm, сјајно зеленог лица са три глана нерва и светло зеленог наличја, ретко длакавих нерава, текстуре сличне бршљану. Режњеви зашиљени, бочни краћи, на старијим стаблима режњеви усмерени ка врху и са целим ивицама, на младим стаблима са режњевима назубљених ивица раширеним у поље, основа листа оштроугла или заобљена. Лисне дршке 2,5-5(-8) cm, голе.
Неупадљиве штитасте цвасти су око 3 cm широке, образују се терминално априла-маја, маљаве су, са бројним цветовима. Цветови хермафродитни или мушки на истој биљци (андромоноецијски). Цветне дршке 5-10 mm; цвет петочлан, чашични листићи јајасти, голи; круница жутобела, уско копљаста, листићи око 2 mm дуги, заобљеног врха; 8 прашника; плодник густо сомотасто длакав, жут; стубић го, врло кратак, жиг са два раширена или повијена режња.
Жутосмеђе крилате орашице 2,5 cm дуге међусобно под оштрим углом, са равном леђном линијом крила. Крила 15 mm, најшира у средини, а при семену се сужавају. При зрењу прво крила мењају боју. Пречник дела плода са семеном 6-7 mm; Плод зрео у августу.

## Ареал
Природно распрострањење је у источној Кини (од Шандунга на западу до провинције Гансу на југоистоку; јужно до Гуангдунга и југозападно до Сечуана), Тајвану и Јапану (?), од нивоа мора до 1500 m надморске висине. Питање аутохтоности у Јапану је дискутабилно, јер се врста гаји вековима и тиме је знатно проширена, а можда и без природног ареала у Јапану.

## Биоеколошке карактеристике
Хелиофит који подноси и блажу сенку. Добро расте на средње влажним, добро дренираним земљиштима. Толерантна на блаже суше. Гране могу да страдају током зиме од снега и леда. Нема озбиљнијих штеточина ни болести.

## Значај
Због малих захтева и атрактивне боје листова у јесен, од нијанси тамноцрвене и љубичасте до наранџасте, појачане сјајем листова, широко се гаји у умереној зони као украсна врста у парковима, већим и мањим вртовима, дрворедима... Јесења боја листова испољава се релативно дуго и протеже се на почетак зиме (лист опада крајем новембра, почетком децембра). Нема јак коренов систем па многе сциофитне биљке могу да се гаје око његовог стабла, а добро подношење суше и ваздуха загађеног саобраћајем чине га применљивим за дрвореде. У Јапану се гаји за ту сврху од давнина, а у Европу и Северну Америку интродукован је 1896. Нема га у Србији.
Бургеров јавор је чест избор за бонсаи јер добро подноси редукцију листова и орезивање грана и корена. Погодан је за многе стилове и величине бонсаија јер на орезивања реагује смањењем листова и хабитусом који је врло сличан старим стаблима нормалне величине.

## Размножавање
Најчешће се размножава сетвом свеже сакупљеног семена средином или крајем јесени или пролећном сетвом стратификованог семена. Зелене резнице у рано лето и резнице уопште слабо се ожиљавају, па се за клонове примењује углавном копулирање крајем зиме и окулирање на спавајући пупољак крајем лета. 
Током школовања дрворедних садница у расаднику постоје потешкоће око формирања правог стабла, гране водиље у круни и рамених грана. Врста има тенденцију да се ниско грана и образује већи број стабала, па се само благовременим орезивањем добијају саднице доброг хабитуса. 
Аустралијска организација расадничара Metropolitan Tree Growers ради на одабиру доброг хабитуса од неколико стотина садница посађених у  Мелбурну који ће размножити окулирањем како би пренели жељену особину.

## Унутарврсни таксони

### Варијетети
Кинески трорежњевити јавор је варијабилна врста па има већи број природних унутарврсних таксона поред типичног варијетета (Acer buergerianum var. buergerianum). То су географски варијетети:
- Acer buergerianum var. horizontale F. P. Metcalf јужни Џеђанг
- Acer buergerianum var. jiujiangense Z. X. Yu Ђангси.
- Acer buergerianum var. kaiscianense (Pampanini) W. P. Fang Гансу, Хубеј, Шенси
- Acer buergerianum var. yentangense W. P. Fang & M. Y. Fang Џеђанг
- Acer buergerianum var. formosanum (Hayata ex Koidzumi) Sasaki. Тајван (ендемит).

Препознате су неке индивидуе које имају листове без режњева које су описане као као A. trifidum var. integrifolium Makino да би данас преовладало мишљење да се не ради о посебном варијетету, јер је појава целих листова, поред трорежњевитих редовна појава на већини индивидуа.

### Култивари
Издвојено је више културних таксона, од којих већина има јапанска имена и селектовани су за потребе бонсаија. Vertrees наводи 17 клонова подробно их описујући. То су:
| Acer buergerianum ‘Akebono’ Acer buergerianum ‘Eastwood Cloud’ Acer buergerianum ‘Goshiki Kaede’ Acer buergerianum ‘Goshiki Kosode’ Acer buergerianum ‘Iwao Kaede’ Acer buergerianum ‘Koshi miyasama’ | Acer buergerianum ‘Kyuden’ Acer buergerianum ‘Marubato Kaede’ Acer buergerianum ‘Mino Yatsubusa’ Acer buergerianum ‘Mitsubato Kaede’ Acer buergerianum ‘Miyasama’ Acer buergerianum ‘Miyasama Yatsubusa’ | Acer buergerianum ‘Naruto’ Acer buergerianum ‘Nusatori Yama’ Acer buergerianum ‘Subintegrum’ Acer buergerianum ‘Tancho’ Acer buergerianum ‘Wako Nishiki’ |

Неки од њих имају панаширане листове као ‘Karasu gawa’ (бело, ружичасто зелене), 'Goshiki Kaede' (ружичасто зелене), а међу њима су и они који имају потпуно беле, без хлорофила, листове као што је ‘Nusatori Yama’; 'Kifu Nishiki' има округласте листове скоро без режњева; патуљасти клон 'Mino Yatsubusa' има уске издужене листове; 'Mitsubato Kaede' са плутастом кором; 'Naruto'  са јако повијеним површинама листа)... 

### Acer buergerianum ‘Jako Кaede’
Мошусномирисни клон деценијама је сматран изузетно ретким варијететом бургеровог јавора, док произвођач и истраживач далекоисточних јавора Vertrees и аутор значајног рада о јапанским јаворима, није током неколико година посматрао и размножавао више клонова бургеровог јавора.
Током свог рада клонове је размножавао резницама и калемљењем. Притом 'Jako Kaede' се врло лако ожиљавао, а испољавао је тренутну инкомпатибилност са подлогом Acer buergerianum, док је код осталих клонова било обрнуто. Ово, као и разлике у нерватури листа у морфолошкој анализи професора Toshimasa Tanai са Универзитета Хокаидо довели су до закључка да клон не припада бургеровом јавору него врсти Premna microphylla Turcz из фамилије Lamiaceae.